# Canariella eutropis
Canariella eutropis е вид охлюв от семейство Hygromiidae. Видът е застрашен от изчезване.

## Разпространение
Разпространен е в Испания (Канарски острови).

## Описание
Популацията на вида е стабилна.